# Eparchia wschodnioamerykańska i nowojorska

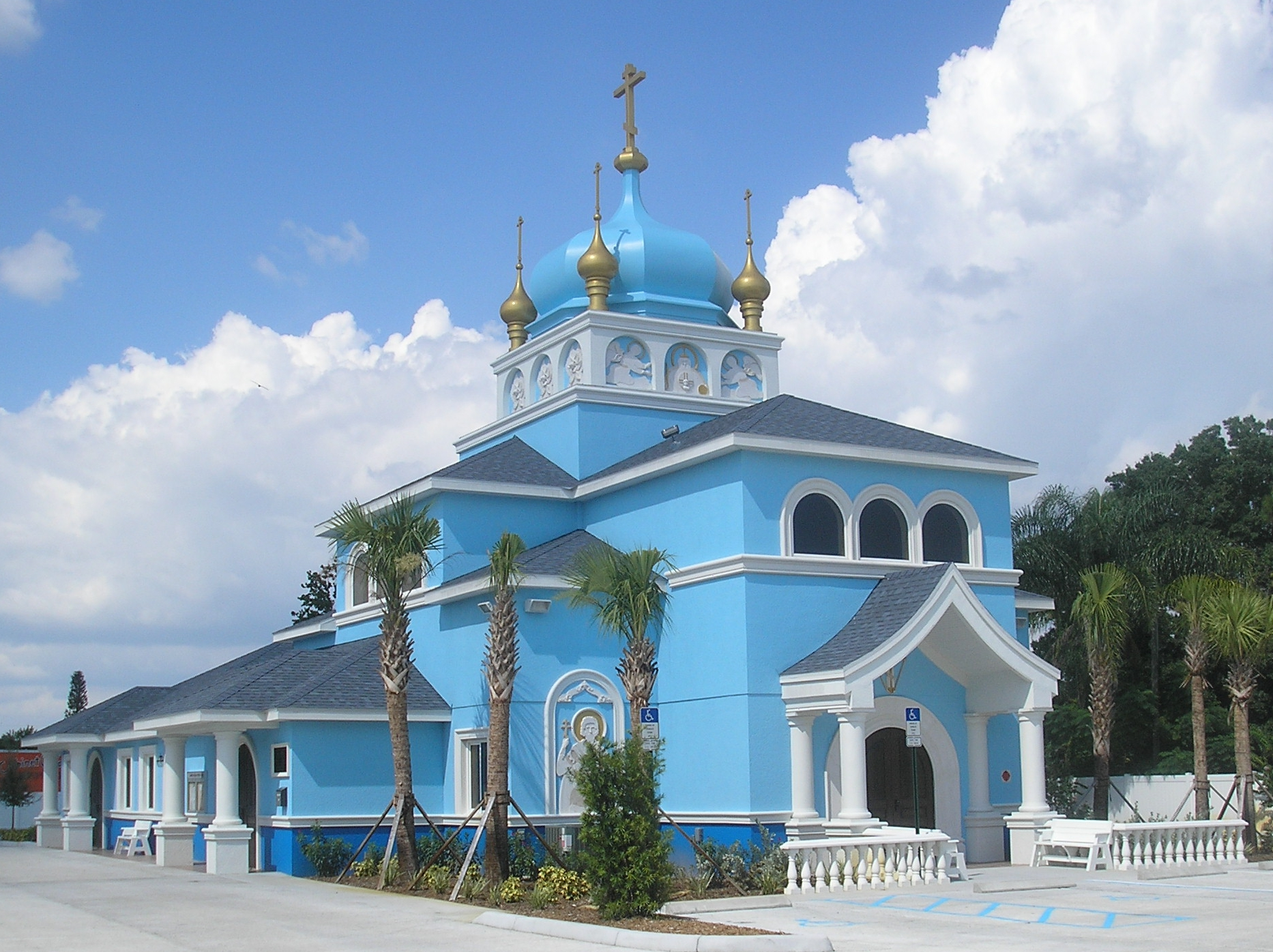
Cerkiew św. Andrzeja Stratylatesa w St. Petersburgu (Floryda)

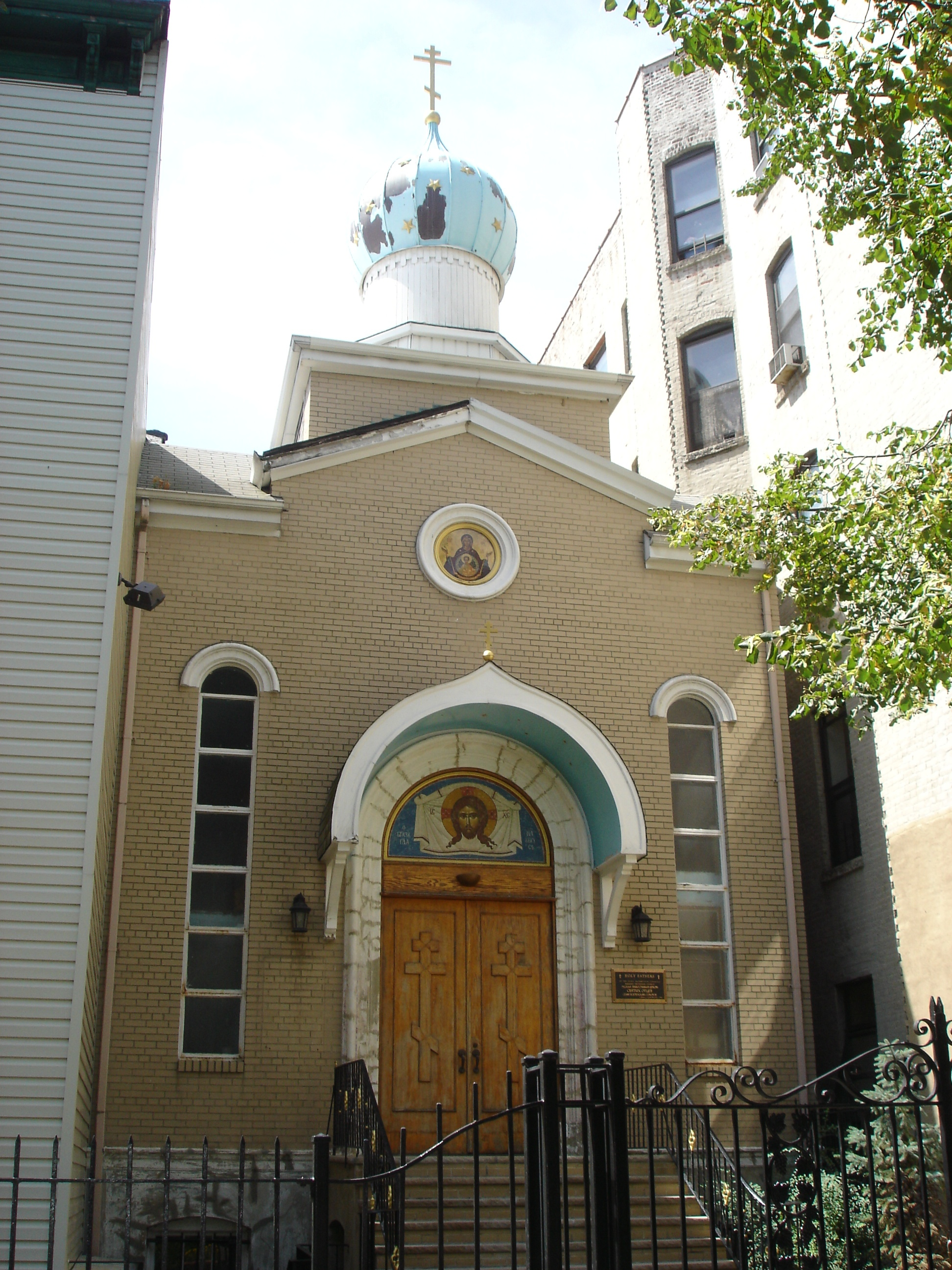
Cerkiew Świętych Ojców Siedmiu Soborów Powszechnych w Nowym Jorku

Eparchia wschodnioamerykańska i nowojorska – jedna z ośmiu eparchii Rosyjskiego Kościoła Prawosławnego poza granicami Rosji. Jej siedzibą jest Nowy Jork, zaś funkcje katedry pełni sobór Ikony Matki Bożej „Znak” w Nowym Jorku. 
Parafie lub placówki misyjne eparchii znajdują się na terytorium stanów Connecticut, Dystryktu Kolumbii, Floryda, Georgia, Karoliny Północnej, Maine, Maryland, Massachusetts, New Jersey, Nowy Jork, Pensylwanii, Tennessee, Wirginii oraz Wirginii Zachodniej, jak również w Kostaryce, Dominikanie, Portoryko i Haiti. Są to następujące placówki duszpasterskie:
- Parafia św. Pantelejmona w Hartford
- Parafia Świętych Nowomęczenników i Wyznawców Rosyjskich w Norwich
- Parafia św. Mikołaja w Stratford
- Parafia Wprowadzenia Chrystusa do Świątyni w Stratford
- Parafia św. Jana Chrzciciela w Waszyngtonie
- Parafia św. Włodzimierza w Miami
- Parafia św. Andrzeja w St. Petersburgu
- Parafia Świętych Starców Optyńskich w Winter Garden
- Parafia św. Marii Egipcjanki w Atlancie
- Parafia Ikony Matki Bożej „Wszystkich Strapionych Radość” w Cumming
- Parafia św. Aleksandra Newskiego w Richmond
- Parafia Przemienienia Pańskiego w Baltimore
- Parafia Świętych Apostołów w Beltsville
- Parafia Objawienia Pańskiego w Bostonie
- Parafia św. Jana we Framingham
- Parafia św. Jana Ruskiego w Ipswich
- Parafia św. Ksenii w Methuen
- Parafia św. Mikołaja w West Springfield
- Parafia św. Pantelejmona w Branchville
- Parafia Opieki Matki Bożej w Buena
- Parafia św. Jerzego w Howell
- Parafia św. Aleksandra Newskiego w Howell
- Parafia św. Włodzimierza w Jackson
- Parafia św. Mikołaja w Milville
- Parafia Opieki Matki Bożej w New Brunswick
- Parafia św. Michała Archanioła w Newark
- Parafia Kazańskiej Ikony Matki Bożej w Newark
- Parafia Świętych Kosmy i Damiana w Passaic
- Parafia św. Michała Archanioła w Paterson
- Parafia św. Nowomęczennicy Elżbiety w Rocky Hill
- Parafia Zaśnięcia Matki Bożej w Trenton
- Parafia Trójcy Świętej w Vineland
- Parafia Narodzenia Matki Bożej w Albany
- Parafia Ikony Matki Bożej „Znak” w Nowym Jorku
- Parafia Nowomęczenników i Wyznawców Rosyjskich w Nowym Jorku
- Parafia Ikony Matki Bożej „Niewyczerpany Kielich” w Nowym Jorku
- Parafia św. Teodora w Buffalo
- Parafia św. Mikołaja w Endicott
- Parafia Zwiastowania w Flushing
- Parafia Opieki Matki Bożej i św. Sergiusza w Glen Cove
- Parafia Narodzenia Matki Bożej w Mahopac
- Parafia Świętych Ojców Siedmiu Soborów Powszechnych w Nowym Jorku
- Parafia św. Jerzego w Northville
- Parafia Opieki Matki Bożej w Nyack
- Parafia św. Mikołaja w Poughkeepsie
- Parafia Zaśnięcia Matki Bożej w Richmond Hill
- Parafia Opieki Matki Bożej w Rochester
- Parafia św. Serafina z Sarowa w Sea Cliff
- Parafia Ikony Matki Bożej „Nieoczekiwana Radość” w Staten Island
- Parafia Wprowadzenia Matki Bożej do Świątyni w Syracuse
- Parafia św. Jana Kronsztadzkiego w Uticy
- Parafia Świętych Piotra i Pawła w Woodburne
- Parafia Ikony Matki Bożej „Władająca” w Charlotte
- Parafia św. Mikołaja w Fletcher
- Parafia Trójcy Świętej w Mebane
- Parafia św. Bazylego Wielkiego w Belle Vernon
- Parafia Trójcy Świętej w California
- Parafia Chrystusa Zbawiciela w Indianie
- Parafia św. Jana Chrzciciela w Mayfield
- Parafia Zaśnięcia Matki Bożej w McKeesport
- Parafia św. Stefana w Old Forge
- Parafia Ikony Matki Bożej „Wszystkich Strapionych Radość” w Filadelfii
- Parafia św. Bazylego w Simpson
- Parafia Chrystusa Zbawiciela w Sugar Notch
- Parafia św. Elżbiety Nowomęczennicy w Cayle
- Parafia Świętych Cyryla i Metodego w Summerville
- Parafia Opieki Matki Bożej i św. Nektariusza z Eginy w Chattanooga
- Parafia Wszystkich Świętych Ameryki Północnej w Middlebrook
- Parafia św. Józefa z Optiny w Virginia Beach
- Parafia Chrystusa Zbawiciela w Wayne
- Parafia Narodzenia Matki Bożej w Port-au-Prince
- Parafia Włodzimierskiej Ikony Matki Bożej w Coronado[4]